# Ватер-Фалк
«Ватер-Фалк» (от нидерл. Water Falcon — Водяной Сокол) — парусный гукор Балтийского флота Российской империи, участник Северной войны 1700—1721 годов.

## Описание судна
Один из двух парусных гукоров одноимённого типа. Длина судна между перпендикулярами по сведениям из различных источников составляла 19,86—19,9 метра, ширина без обшивки — 5,18—5,2 метра, а глубина интрюма 2,4—2,44 метра. Вооружение судна в разное время составляли от 12-ти до 14-ти орудий, а экипаж состоял из 60 человек.

## История службы
Гукор «Ватер-Фалк» был заложен в Санкт-Петербургском адмиралтействе в 1718 году и после спуска на воду 15 (26) ноября 1719 года вошёл в состав Балтийского флота России. Строительство вёл корабельный подмастерье И. Немцов.
Во время Северной войны 1700—1721 годов, в 1720 и 1721 годах принимал участие в крейсерских плаваниях в Финском заливе в составе эскадр и отрядов судов Балтийского флота. В 1721 году командиром гукора по росписанию назначен поручик Д. Башилов, который командовал им до мая того же года.
С мая 1721 года под командованием лейтенанта А. Черткова находился в составе кронштадтской эскадры шаутбенахта Т. Гордона.
После войны использовался для перевозки грузов между портами Финского залива.
Сведений о времени завершения и последних годах службы гукора в составе российского флота не сохранилось.

## Командиры судна
Командирами гукора «Ватер-Фалк» в разное время служили:
- поручик Д. Башилов (до мая 1721 года)[6];
- лейтенант А. Чертков (с мая 1721 года)[8].

### Комментарии
1. ↑  Второй гукор носил имя «Первый капер».
2. ↑  65 футов 2 дюйма.
3. ↑  17 футов.
4. ↑  8 футов.